# 小塚桃子
小塚 桃子（こづか ももこ、1991年9月18日 - ）は、日本のタレント。トミーズアーティストカンパニー所属。
埼玉県出身。身長160cm、B85cm、W56cm、H85cm、靴サイズ24.5cm、血液型はB型。

## 略歴・人物
デビュー前から釈由美子に憧れており、その釈の所属するトミーズアーティストカンパニーに履歴書を送り（SHIBUYA 109でスカウトされたということもあり）、念願かなって同事務所所属となる。 趣味・特技はテニス、乗馬、スキューバダイビング、ゴルフ。ゴルフは2011年頃から始め、フィリピン・セブ島、オーストラリア・ゴールドコーストにゴルフ留学もしていた。なお、ゴルフのベストスコアは88。
資格は、野菜ソムリエ、そろばん検定2級、全商ワープロ実務検定3級、社会常識能力検定2級、日本漢字能力検定2級、昆虫検定3級、危険物取扱者免状などのそれぞれを持っている。
2016年1月11日をもって芸能界を引退することを、2015年12月1日にブログで発表。

## 出演

### テレビ
- ゴッドタン（テレビ東京）
- ツボ娘（TBSテレビ）- 2014年3月5日、3月12日
- 競馬列伝〜ターフの想い出バトル!!（グリーンチャンネル）2014年4月-

## 掲載
- FRIDAY（講談社）
- アサ芸シークレット（徳間書店）
- 週刊実話（日本ジャーナル出版）
- EX大衆（双葉社）
- ゴルフダイジェスト（ゴルフダイジェスト社）
- ヤングキング（少年画報社）
- EX MAX（ぶんか社）
- CARトップ（交通タイムス社）
- CIRCUS MAX（KKベストセラーズ）
- サンケイスポーツ
- 東京スポーツ（2014年3月9日）
ほか

## DVD
- 桃子の季節（イーネット・フロンティア、2014年2月28日）